# یوگه‌چاره شرق آسیا

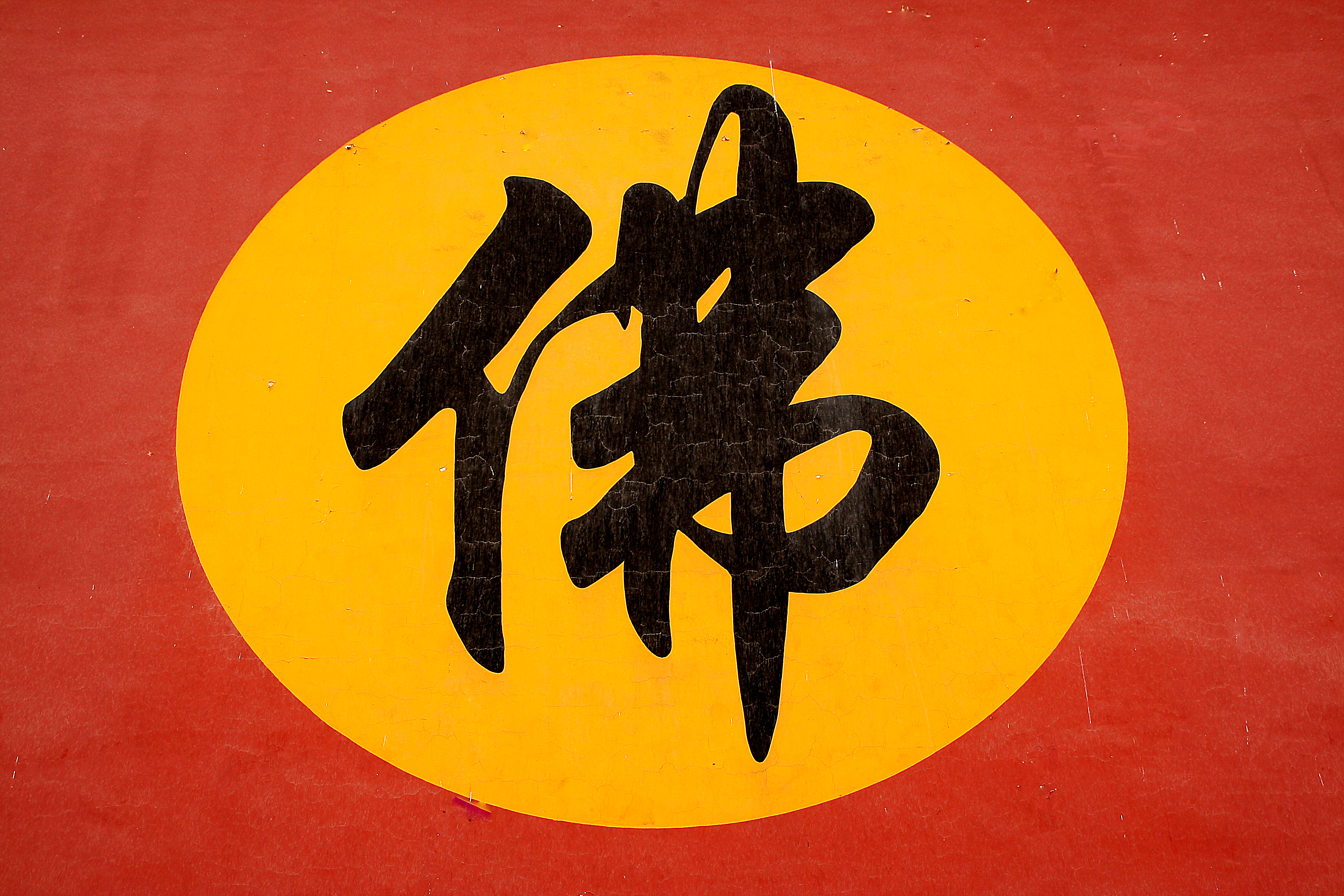
بودیسم چینی

یوگه‌چاره شرق آسیا (انگلیسی: East Asian Yogācāra) اشاره به سنت‌هایی در شرق آسیا دارد که از تعالیم مکتب یوگه‌چاره (یوگاچارا) در هند نشأت گرفته است.